# 19 tháng 5
Ngày 19 tháng 5 là ngày thứ 139 (140 trong năm nhuận) trong lịch Gregory. Còn 226 ngày trong năm.

## Sự kiện
- 715 – Grêgôriô II được bầu làm giáo hoàng của Giáo hội Công giáo Rôma.
- 869 – Thủ lĩnh loạn binh Bàng Huân cho giết Quan sát sứ Thôi Ngạn Tăng cùng một số thủ hạ, và tuyên bố chống lại triều đình Đường.
- 934 – Tào thái hậu hạ lệnh phế Lý Tòng Hậu và giáng làm Ngạc vương, tức ngày Quý Dậu (4) tháng 4 năm Giáp Ngọ.
- 1536 – Người vợ thứ nhì của Quốc vương Anh Henry VIII là Anne Boleyn bị xử trảm vì các tội gian dâm, phản quốc và loạn luân.
- 1802 – Đệ nhất Tổng tài Pháp Napoléon Bonaparte thiết lập Bắc Đẩu Bội tinh.
- 1864 – Nội chiến Hoa Kỳ: Trận Spotsylvania Court House kết thúc.
- 1883 – Quân Cờ Đen phục kích lực lượng Pháp tại Cầu Giấy, giết chết sĩ quan chỉ huy quân Pháp là Henri Rivière.
- 1890 – Ngày sinh Chủ tịch Hồ Chí Minh.
- 1919 – Mustafa Kemal Atatürk đổ bộ lên Samsun ở ven bờ biển Đen, bắt đầu cuộc chiến được gọi là Chiến tranh giành độc lập của Thổ Nhĩ Kỳ.
- 1941 – Một hội nghị của Đảng Cộng sản Đông Dương quyết định thành lập Việt Nam Độc lập Đồng minh, gọi tắt là Việt Minh, theo đề xuất của Hồ Chí Minh.
- 1959 – Thành lập đơn vị vận tải quân sự chiến lược trên tuyến Đường mòn Hồ Chí Minh.
- 1985 – Trung Quốc nhận thất bại 1–2 trước Hồng Kông ở vòng loại thứ nhất FIFA World Cup 1986 khu vực châu Á, qua đó chính thức bị loại, gây ra làn sóng phẫn nộ dữ dội từ dư luận và người hâm mộ trong nước, trận đấu này được biết đến với biệt danh "Sự kiện 19 tháng 5" hay "Cuộc vây hãm Sân vận động Công nhân".
- 1991 – Đại đa số cử tri Croatia ủng hộ độc lập từ Nam Tư trong một cuộc trưng cầu dân ý bị cộng đồng người Serb thiểu số tẩy chay.
- 2024 - Tai nạn trực thăng Varzaqan 2024

## Sinh
- 701 – Lý Bạch, nhà thơ theo chủ nghĩa lãng mạn nổi tiếng nhất thời Thịnh Đường nói riêng và Trung Hoa nói chung (m. 765)
- 1762 – Johann Gottlieb Fichte, triết gia người Đức (m. 1814)
- 1795 – Johns Hopkins, thương nhân và nhà nhân đạo người Mỹ (m. 1873)
- 1889 – Tản Đà, nhà thơ người Việt Nam (m. 1939)
- 1890 – Hồ Chí Minh, Chủ tịch nước Việt Nam Dân chủ Cộng hòa (m. 1969)
- 1914 – 
  - Max Perutz, nhà sinh vật học người Áo–Mỹ, đoạt giải Giải Nobel hóa học (m. 2002)
  - Ngô Thanh Nguyên, nhà Trung Quốc học, kỳ thủ cờ vây tại Nhật Bản (m. 2014)
- 1925 – 
  - Pol Pot, chính trị gia người Campuchia, Thủ tướng Campuchia (m. 1998)
  - Malcolm X, tu sĩ và nhà hoạt động người Mỹ (m. 1965)
- 1930 – Rudolf E. Kálmán, nhà khoa học người Mỹ gốc Hungary (m. 2016)
- 1941 – Nora Ephron, đạo diễn, nhà sản xuất, nhà biên kịch người Mỹ (m. 2012)
- 1945 – Pete Townshend, ca sĩ người Anh
- 1952 – Bert van Marwijk, cầu thủ, huấn luyện viên bóng đá người Hà Lan.
- 1955 – James Gosling, nhà khoa học máy tính người Canada–Mỹ, tạo ra Java
- 1957 – Nguyễn Thanh Bình, chính trị gia người Việt Nam
- 1963 – Pilín León, Hoa hậu thế giới
- 1965 – Cecilia Bolocco, người mẫu và dẫn chương trình người Chile, Hoa hậu Hoàn vũ
- 1969 – Thomas Vinterberg, đạo diễn người Đan Mạch
- 1977 – Manuel Almunia, cầu thủ bóng đá người Tây Ban Nha
- 1979 – 
  - Diego Forlán, cầu thủ bóng đá người Uruguay
  - Andrea Pirlo, cầu thủ bóng đá người Ý
- 1989 – Huỳnh Minh Thủy, tức Thủy Top, người mẫu, diễn viên, ca sĩ người Việt Nam
- 1990 - Lương Thu Trang, diễn viên người Việt Nam
- 1992 - Marshmello, nhà sản xuất thu âm, DJ, ca sĩ người Mỹ
- 1993 – 
  - Kamiki Ryunosuke, diễn viên người Nhật Bản
  - Nguyễn Thị Huyền, vận động viên điền kinh Việt Nam
- 1995 - Nguyễn Văn Nam, học sinh (m. 2013)
- 1998 - E:U, ca sĩ Hàn Quốc, thành viên nhóm nhạc Everglow (nhóm nhạc)
- 2003 - JoJo Siwa, ca sĩ, diễn viên Mỹ

## Mất
- 1296 – Giáo hoàng Cêlestinô V (s. 1215)
- 1389 – Dmitry Ivanovich Donskoy, Đại công tước Moskva (s. 1350)
- 1536 – Anne Boleyn, vương hậu của Anh (s. 1501)
- 1825 – Henri de Saint Simon, triết gia người Pháp (s. 1760)
- 1860 – Ang Duong, quốc vương Campuchia.
- 1864 – Nathaniel Hawthorne, tác gia người Mỹ (s. 1804)
- 1865 – Tăng Cách Lâm Thấm, tướng người Mông Cổ của triều Thanh (s. 1811)
- 1875 – Nguyễn Hữu Huân, thủ lĩnh nổi dậy người Việt Nam (s. 1830)
- 1883 – Henri Rivière, sĩ quan và nhà văn người Pháp (s. 1827)
- 1895 – José Martí, nhà báo, nhà thơ, nhà triết học người Cuba (s. 1853)
- 1935 – T. E. Lawrence, đại tá người Anh Quốc (s. 1888)
- 1954 – Charles Ives, nhà soạn nhạc người Mỹ (s. 1874)
- 1960 – Bùi Kỷ, nhà giáo, nhà nghiên cứu văn hóa người Việt Nam (s. 1888)
- 1962 – Hồ Văn Tố, Thiếu tướng Quân đội Việt Nam Cộng hòa (Sinh 1915)
- 1994 – Jacqueline Kennedy Onassis, nhà báo, Đệ nhất Phu nhân Hoa Kỳ (s. 1929)
- 2000 – Thu Hồ, ca sĩ, nhạc sĩ người Việt Nam (s. 1919)
- 2001 – Alexei Maresiev, phi công người Liên Xô và Nga (s. 1916)
- 2002 – John Gorton, quân nhân và chính trị gia người Úc, Thủ tướng Úc (s. 1911)
- 2009 – Robert F. Furchgott, nhà hóa sinh học người Mỹ, đoạt Giải Nobel hóa học (s. 1916)
- 2010 – Thanh Vũ, soạn giả cải lương người Việt Nam (s. 1948)
- 2024 – 
  - Ebrahim Raisi, tổng thống nước Cộng hoà Hồi giáo Iran (s. 1960)[1]
  - Đức Tiến, nam người mẫu và diễn viên người Việt Nam (s. 1980)

## Ngày lễ và kỷ niệm
- Kỷ niệm thường niên ngày sinh của Hồ Chí Minh được tổ chức ở nhiều cơ quan ở Việt Nam và thủ tục dâng hương tại Lăng Hồ Chí Minh.